# شروون (کارولینای جنوبی)
شروون(به انگلیسی: Sharon) شهری در ایالت کارولینای جنوبی کشور ایالات متحده آمریکا است که جمعیت آن در سرشماری سال ۲۰۱۰ میلادی، ۴۹۴ نفر بوده‌است.